# San Joaquin Valley Railroad company
À ce jour, trois compagnies distinctes ont porté le nom San Joaquin Valley Railroad company en Californie.

## Une première et éphémère compagnie
Le premier San Joaquin Valley Railroad company est créé à San Francisco le 5 février 1868. Il s'agit de l'une des multiples filiales et sociétés écrans du Central Pacific puisque son président n'est autre que Leland Stanford. Le but est de construire un court embranchement de 18,2 km entre Lathrop (alors terminus de la ligne Central Pacific de Stockton) et la Stanislaus River. La compagnie commence les travaux de terrassement le 31 décembre 1869, et la pose des rails débute courant 1870, mais elle n'aura jamais l'occasion de faire rouler un train : elle est annexée par le Central Pacific le 22 août 1870. C'est cette dernière compagnie qui ouvre l'embranchement à l'exploitation le 8 novembre 1870.

## Un autre embranchement au départ deFresno
Un autre San Joaquin Valley Railroad company voit le jour à Fresno le 4 mars 1891. Le président de la société est un certain Marcus Pollasky, et le but est de construire un embranchement de 38,7 km. entre Fresno et la petite ville de Pollasky (actuellement Friant). La construction débute le 7 juillet 1891, et la pose des rails commence le 17 aout suivant. Le premier train circule le 6 octobre. La ligne est officiellement terminée le 15 janvier 1892, et ouverte à l'exploitation le 20 janvier à raison d'un train quotidien dans chaque sens.
La compagnie ne possède en tout et pour tout qu'une seule locomotive, qui porte très logiquement le numéro 1. Il s'agit d'une 220 (Rhode Island Works no 77 de 1868) achetée d'occasion au Central Pacific où elle portait le numéro 185.
Les affaires ne sont pas très florissantes, et l'exloitation est affermée au Southern Pacific dès le 1er octobre 1892. Finalement, l'affaire est vendue à cette dernière compagnie le 19 décembre 1893.

## Une "short line" à la fin duXXesiècle
Le nom avait sombré dans l'oubli depuis près d'un siècle. Pourtant, un troisième San Joaquin Valley Railroad company voit le jour le 26 novembre 1991, en tant que filiale de la Kyle Railways Inc. de Phillipsburg (Kansas) . Le siège social est installé à Exeter, et en 1995, la compagnie était présidée par Lynn T. Cecil.
La compagnie se consacre essentiellement au trafic marchandise et exploite un petit réseau repris au Southern Pacific Railroad. Il est à l'origine constitué d'une ligne principale de Fresno à Famoso (165 km) et de quatre embranchements vers Coalinga (86,3 km), Stratford (13,2 km), Visalia (26,8 km) et Clovis (17,1 km).
L'exploitation débute le 1er janvier 1992, avec un parc de 7 locomotives fournies par la Kyle Railways Inc.
Le 13 avril 1996, le SJVR absorbe le PRI dont il exploitait les lignes depuis le 13 mars 1994.
Le 3 janvier 2002, RailAmerica Inc. rachète le San Joaquin Valley Railroad company. Depuis, la société suit les destinées de ce groupe.
- Materiel Moteur du San Joaquin Valley Railroad company

| Type  | N° SJVR 1 | N° SJVR 2 | Constructeur | Type usine | N° usine | Année | Ex        | Origine   | Notes                      |
| BB DE |           | 1751      | EMD          | GP 9 E     | 19968    | 1955  | AZER 1751 | TNO 420   | Revendue WRIX              |
| BB DE |           | 1754      | EMD          | GP 9 E     | 19477    | 1954  | AZER 1754 | TNO 245   | Mutée SDIV en mai 2003     |
| BB DE |           | 1755      | EMD          | GP 9 E     | 21359    | 1956  | AZER 1755 | SP 5666   | Revendue WRIX              |
| BB DE | 101       | 1761      | EMD          | GP 9       | ?        | 1954  | Kyle 101  | UP 224    | Revendue                   |
| BB DE | 103       | 1763      | EMD          | GP 20      | 26073    | 1960  | Kyle 103  | UP 728    | Rec. par MK en 1980        |
| BB DE | 104       | 1764      | EMD          | GP 20      | ?        | 1957  | Kyle 104  | UP 308    | Rec. par MK en 1980        |
| BB DE | 107       |           | EMD          | GP 15-1    | ?        | 1976  | CFNR 107  | CNW 4418  |                            |
| BB DE | 110       |           | EMD          | GP 15-1    | ?        | 1976  | CFNR 110  | CNW 4421  |                            |
| BB DE | 1825      | 1825      | EMD          | GP 28      | ?        | 1964  | Kyle 1825 | IC 9430   |                            |
| BB DE | 1826      | 1826      | EMD          | GP 28      | ?        | 1964  | Kyle 1826 | IC 9431   |                            |
| BB DE | 1829      | 1829      | EMD          | ?          | ?        | 1964  | TP 571    | MP 571    |                            |
| BB DE |           | 2035      | EMD          | GP 20 E    | 27102    | 1962  | SP 4100   | SP 7215   | Détruite dans déraillement |
| BB DE |           | 2036      | EMD          | GP 20 E    | 27351    | 1962  | SP 4109   | SP 7230   |                            |
| BB DE |           | 2037      | EMD          | GP 20 E    | 27099    | 1962  | SP 4111   | SP 7212   |                            |
| BB DE |           | 2038      | EMD          | GP 20      | 27106    | 1962  | SP 4116   | SP 7219   | reconstruite en 1977       |
| BB DE |           | 2041      | EMD          | GP 20 E    | ?        | 1962  | SP 4122   | SP 7202   | Détruite dans déraillement |
| BB DE |           | 2042      | EMD          | GP 20 E    | 26313    | 1961  | SSW 809   | SSW 4139  |                            |
| BB DE |           | 2043      | EMD          | GP 20      | 26943    | 1961  | SSW 4149  | SSW 810   |                            |
| BB DE |           | 3029      | EMD          | GP 38-3    | 29260    | 1964  | OMLX 3029 | DRGW 3029 | GP 35 reconstruite         |
| BB DE |           | 3034      | EMD          | GP 38-3    | 29265    | 1964  | OMLX 3034 | DRGW 3034 | GP 35 reconstruite         |
| BB DE |           | 3048      | EMD          | GP 38-3    | 29973    | 1965  | OMLX 3048 | DRGW 3048 | GP 35 reconstruite         |
| BB DE |           | 3806      | EMD          | GP 38      | 35384    | 1969  | RLGN 3806 | PC 7755   |                            |
| BB DE |           | 3817      | EMD          | GP 38      | 36320    | 1970  | AZER 3817 | LN 4007   |                            |
| BB DE |           | 3822      | EMD          | GP 38      | 33360    | 1967  | CRP 3822  | BO 3842   |                            |
| BB DE |           | 3829      | EMD          | GP 38      | 35388    | 1969  | CORP 3829 | PC 7759   |                            |